# Миомир Радојковић
Миомир Радојковић (Пећ, 12. фебруар 1943 — Даниловград, 12. март 2011) је био српски глумац и редитељ.

## Биографија
Основну школу и гимназију завршио је у Пећи и студирао српскохрватски језик и југословенску књижевност на Филозофском факултету у Приштини. Једно време радио је као просветни радник у Пећи, а од септембра 1975. постаје стални члан Ансамбла српске драме Покрајинског народног позоришта у Приштини у коме остаје све до пензије 2008. године. На сценском подијуму појавио се још као гимназијалац, да би потом био члан Народног позоришта у Пећи. 

## Живот и дело
Од доласка у Покрајинско народно позориште, Радојковић ће одиграти низ значајних улога, у време када је у самом позоришту, осамдесетих година, под албанским руководством, постојала тенденција да се ова драма маргинализује и потпуно угаси, у представама Српске драме – „Мрешћење шарана“ Александра Поповића, „На пучини“ Славомира Мрожека, „Самоубица“ Николаја Ердмана, „Помор коза“ Драгана Томића и другим.
Као првак драме одиграо је бројне главне улоге од којих помињемо у представама „Покојник“ Бранислава Нушића, „Власник бивше среће“ Данила Николића, „Чудо у Шаргану“ Љубомира Симовића, да би свој глумачки таленат крунисао улогом Обрада Срећковића у представи „Српска драма“ Синише Ковачевића, у режији Небојше Брадића, 1995. године. За ту глумачку креацију добиће значајне награде на фестивалима и позоришним сусретима широм Србије, док ће представа бити проглашена за најбољу на Сусретима професионалних позоришта Србије у Нишу, 1995. године. 
И после протеривања Ансамбла српске драме Народног позоришта са сцене из Приштине, Миомир Радојковић је режирао и играо монодраме на Косову и Метохији и у градовима Србије.

## Награде
- Награда за младог глумца на Сусретима „Јоаким Вујић“,
- Главна глумачка награда за најбољу улогу на Сусретима „Јоаким Вујић“, Ниш, 1995.
- Награда града домаћина за најбољу улогу на Сусретима „Јоаким Вујић“, Ниш, 1995.
- Награда жирија публике за најбољу улогу на Сусретима „Јоаким Вујић“, Ниш, 1995.
- Награда солидарности, Сусрети „Јоаким Вујић“ Шабац, 2001.